# Elysia patina
Elysia patina är en snäckart som beskrevs av Ev. Marcus 1980. Elysia patina ingår i släktet Elysia och familjen sammetssniglar. Inga underarter finns listade i Catalogue of Life.